# Limoeiro (ort)
Limoeiro är en ort i Brasilien.   Den ligger i kommunen Limoeiro och delstaten Pernambuco, i den östra delen av landet, 1 600 km nordost om huvudstaden Brasília. Limoeiro ligger 142 meter över havet och antalet invånare är 42 328.
Terrängen runt Limoeiro är platt. Limoeiro är det största samhället i trakten.
Omgivningarna runt Limoeiro är en mosaik av jordbruksmark och naturlig växtlighet. Runt Limoeiro är det ganska tätbefolkat, med 230 invånare per kvadratkilometer.